# 地下社會 (電影)
《地下社會》（Podzemlje）是艾米爾·庫斯杜力卡的電影作品，和劇作家杜尚·科瓦切維奇共同編寫劇本。這部電影又被改編為《從前有一個國家》（Bila jednom jedna zemlja），該版本為5小時迷你影集（電影剪輯版）的標題在塞爾維亞廣播電視台上首映。電影利用兩位好朋友馬可與阿黑的故事來描繪南斯拉夫自二戰至南斯拉夫內戰初期的歷史。這部電影是與來自南斯拉夫（塞爾維亞）、法國、德國、捷克和匈牙利的公司聯合製作的國際合拍片。劇場版時長163分鐘。在採訪中，科瓦切維奇表示他的原始版本持續了320多分鐘，被聯合製片人強迫剪掉了。
本片於第48屆坎城影展獲得金棕櫚獎，這是庫斯杜力卡自《爸爸出差時》後第二度掄元。。

## 劇情介紹
有一種最忠貞的愛情，叫做革命。有一場最無望的革命，叫做愛情。世界大戰早已經結束，在地下，他們卻以為戰火仍在延燒....。1944年，大轟炸廢墟裡，馬可和阿黑攜手對抗納粹，革命曾和他們的青春一樣熾熱且單純。直到女星娜塔莉站上舞台，兩個男人愛上的，竟是同一個她。是兄弟，又是對手，馬可救了阿黑，並將他藏在自家地下室裡，這一躲，就是二十年。世界大戰結束了，娜塔莉選擇了馬可，金錢結合權勢，他們在地上沈淪。馬可讓阿黑相信，戰爭還在繼續。他用大大的國家，把兄弟關在小小的地下室裡，放假警報，播放革命歌，別說欺騙很難，是相信太容易。在地上，馬可修改了歷史，將活著的兄弟塑造成死去的英雄，在地下，阿黑以為自己正創造歷史，革命的火種將由他延續。這個國家最大的謊言，是女人不愛我了，還是我就這樣過了一生？見證人類史最大的幻術。原來國家是集體的幻覺，世界戰爭了，政權興起了，虛構顛倒了真實。夢中婚禮。最好的朋友是最後的死敵。無望的戀人。戰火浮生。荒謬倒錯，魔幻寫實的極致，而在歷史的終端，兩個男人，終於在地平線上相遇，是對決，還是擁抱，是選擇原諒，還是僅僅遺忘？

## 演員表
- 佩賈·馬諾伊洛維奇 飾 馬可·德倫（Marko Dren），一名職業攀登的共產黨活動家，成為二戰期間共產主義抵抗武器製造以及戰後利潤豐厚的武器貿易的高級官員和組織者。與此同時，他成為有影響力和富有的軍火商以及戰後南斯拉夫共產主義的國家要人。
- 拉薩・瑞斯朵夫斯基（英语：Lazar Ristovski） 飾 彼得·「阿黑」·波帕拉（Petar "Blacky" Popara），一名電工，他在二戰前理想地加入了共產黨，並在戰爭的早期階段將自己標榜為一名技術嫻熟且堅定的游擊隊抵抗戰士，但最終卻進入了武器製造行業地窖的其餘部分。二戰結束幾十年後，他終於從地下社會室裡出來，成為南斯拉夫內戰期間的塞爾維亞愛國者。
- 米里亞娜·喬科維奇（英语：Mirjana Joković） 飾 娜塔莉亞·佐夫科夫（Natalija Zovkov），一個機會主義的戲劇女演員，不斷地改變忠誠。
- 斯拉夫科・斯蒂馬奇（英语：Slavko Štimac） 飾 伊凡·德倫 (Ivan Dren)，馬克的口吃弟弟，負責照顧動物園裡的動物。
- 恩斯特·史托茲（英语：Ernst Stötzner） 飾 法蘭茲（Franz），是二戰期間負責佔領貝爾格勒的國防軍軍官。史托茲還在《從前有一個國家》中飾演扮演法蘭茲的角色。
- 斯爾詹·托多羅維奇（英语：Srđan Todorović） 飾 喬凡·波帕拉（Jovan Popara），阿黑的兒子，幾乎一生都生活在地下社會中。
- 米爾亞娜·卡拉諾維奇（英语：Mirjana Karanović） 飾 維拉（Vera），阿黑的妻子。
- 達尼洛·斯托伊科維奇（英语：Danilo Stojković） 飾 馬克的祖父，擁有地下社會室並幫助延續他的詭計。
- 博拉·托多羅維奇（英语：Bora Todorović） 飾 戈盧布（Golub），經常與阿黑和馬克伴奏的銅管樂團團長。
- 達沃爾·杜莫維奇（英语：Davor Dujmović） 飾 巴塔（Bata），娜塔莉亞的殘障弟弟
- 米爾薩德·圖卡 飾 調查員
- 普雷德拉格·扎戈拉茨（Predrag Zagorac） 飾 托米斯拉夫（Tomislav）

## 製作
電影於1993年秋季開拍，斷斷續續，一直持續到1995年初春。塞爾維亞廣播電視台為該片提供了少量資金，還使用租用南斯拉夫軍隊的設備作為道具。

### 原聲帶
電影的配樂包括戈蘭·布雷戈維奇的音樂和切薩里亞·埃沃拉的參與。

## 迴響

### 關鍵評論
《地下社會》並未受到英語評論家的廣泛評論，儘管它獲得了普遍的好評。爛番茄根據 35 條評論報告了86%的支持率，平均評分為7.5/10。該網站的評論家一致認為：“經過長期友誼的縮影，深入了解共產主義下的東歐，《地下社會》是一部令人精疲力竭、振奮的史詩級大片。”
在《紐約每日新聞》中，戴夫·克爾稱讚這部電影“非常聰明且充滿戲劇性的情感”， 《洛杉磯時報》的凱文·湯馬斯（Kevin Thomas）稱其為“一部龐大、粗暴、充滿活力的電影，既有令人髮指的荒誕黑色幽默和無法形容的痛苦、苦難和不公”。 《綜藝》的黛博拉·楊（Deborah Young）在1995年坎城影展上看了這部電影後評論了這部電影，稱讚它是“一個讓觀眾眼花繚亂、筋疲力盡但印象深刻的壓路機馬戲團”，並補充說“如果費里尼拍了一部戰爭片，它可能類似於《地下社會》”。
1996年11月，英國作家米沙·格蘭尼在《視與聽》上撰文，嚴厲抨擊那些通過簡單化、還原論的親塞爾維亞或反塞爾維亞批評鏡頭來看待《地下社會》或塞登·德拉戈耶维奇的《美麗的村莊，漂亮的火焰》的血腥評論家。
《紐約時報》的珍妮特·馬斯林寫道，這部電影“真正的核心是它對一個早晨之後的毀滅性想法：當一個人被持續數十年的政治錯覺控制後，可以從地下藏身之處出來的那一刻。他的祖國南斯拉夫，並被告知不再有南斯拉夫”。在承認“地下政治受到國際觀眾的攻擊和剖析”的同時，她認為“這場辯論在很大程度上是似是而非的，因為這個強有力的、不太微妙的口是心非的故事沒有隱藏的議程，庫斯杜力卡先生的中心思想是大膽直率地描述愚弄整個社會的政治詭計，以及讓一個人以犧牲他最親愛的朋友為代價而茁壯成長的腐敗。”

### 政治迴響
評論家認為馬可和阿黑角色是“庫斯杜力卡理想化的塞爾維亞人被歷史和其他人的邪惡困在絕望的行為中，而電影中的懦弱角色是克羅埃西亞人和波士尼亞人，他們選擇了背叛和合作。”
1995年6月，法國國際廣播電台塞爾維亞-克羅埃西亞編輯部主任史坦科·塞羅維奇（Stanko Cerović）強烈譴責這部電影，指責庫斯杜利卡傳播塞爾維亞宣傳，使用歷史鏡頭，除了“轟炸武科瓦爾，或長達三年的塞爾維亞軍隊摧毀了他的家鄉”。然而，在2012年，塞羅維奇表示這不是宣傳，“《地下社會》很有可能早已是過去式了”。 
在整個1990年代，庫斯杜力卡在其生活和職業選擇上經常受到法國大眾知識份子伯納德-亨利·列維和阿蘭·芬基爾克羅在法國媒體上的攻擊。一般來說，這兩人將庫斯杜力卡視為“叛徒，越過敵方，背棄自己的都市、民族根基和國家”。 芬基爾克羅沒有看過這部電影，但在《解放報》中寫道，“必須立即譴責叛徒奪取殉難寶座的冒犯性和愚蠢的偽造行為”。與此同時，列維稱庫斯杜力卡為“法西斯作家”，但在觀看電影後保留了進一步的判斷。 在觀看了《地下社會》之後，列維稱庫斯杜力卡為“路易-费迪南·塞利纳塑造的種族主義天才” 其他知識份子，如安德烈·格魯克斯曼和彼得·漢德克也加入了辯論。
在2008年9月，斯洛維尼亞哲學家斯拉沃熱·齊澤克和伯納德-亨利·列維對1968年5月在法國的歷史和社會意義問題進行了討論，在討論中，列維提到了《地下社會》和庫斯杜力卡，他說：“我認為《地下社會》是我看過的最恐怖的電影之一……你在庫斯杜力卡的地下社會市民裡看到了什麼樣的南斯拉夫社會？一個人們總是通姦、酗酒、打架的社會——一種永恒的狂歡。”列維回答說，他認為自己是“庫斯杜力卡的敵人”，但《地下社會》是一部“不錯的電影”，然後繼續讚揚電影的敘事結構，並得出結論，“庫斯杜力卡就是其中之一，我們有一些這樣的作家，波赫裔美國小說家亞歷山大·赫蒙在2005年責備了《地下社會》，稱其通過“將巴爾幹戰爭描述為集體、天生、野蠻的瘋狂的產物”來淡化塞爾維亞的暴行。

### 獲獎榮譽
《地下社會》在1995年坎城影展上獲得了金棕櫚獎， 被認為是該電影節的最高榮譽。這是艾米爾·庫斯杜力卡繼《爸爸出差時》之後獲得的第二個此類獎項。 《地下社會》被競選為第68屆奧斯卡金像獎最佳外語片的塞爾維亞參賽作品，但未獲提名。 在這部電影獲得金棕櫚獎近3年後，《地下社會》還在第13屆獨立精神獎中獲得最佳外語片提名，但輸給了《意外的春天》。 
| 獎項             | 頒獎日              | 類別         | 獲獎人            | 結果   | 備註   |
| ---------------- | ------------------- | ------------ | ----------------- | ------ | ------ |
| 波士頓影評人協會 | 1997年12月14日      | 最佳外語片獎 | 艾米爾·庫斯杜力卡 | 獲獎   | [ 26 ] |
| 坎城影展         | 1995年5月17日至28日 | 金棕櫚獎     | 艾米爾·庫斯杜力卡 | 獲獎   | [ 21 ] |
| 凱薩獎           | 1996年2月3日        | 最佳外語片獎 | 艾米爾·庫斯杜力卡 | 提名   | [ 27 ] |
| 獨立精神獎       | 1998年3月21日       | 最佳外語片獎 | 艾米爾·庫斯杜力卡 | 提名   | [ 28 ] |
| 盧米埃獎         | 1996年1月29日       | 最佳外語片獎 | 艾米爾·庫斯杜力卡 | 獲獎   | [ 29 ] |
| 國家影評人協會   | 1998年1月3日        | 最佳外語片獎 | 艾米爾·庫斯杜力卡 | 第二名 | [ 30 ] |
| 紐約影評人協會   | 1997年12月11日      | 最佳外語片獎 | 艾米爾·庫斯杜力卡 | 亞軍   | [ 31 ] |

## 誹謗訴訟
2001年3月8日，塞爾維亞新聞雜誌《時代》以“Hvala lepo”為標題發表了塞爾維亞劇作家比利亞娜·斯爾布賈諾維奇的專欄文章，她在文中提到《地下社會》是“由米洛塞維奇資助”，並指責庫斯杜力卡是“不道德的奸商”。她繼續指責導演“通過他的朋友米洛拉德·武切利奇與政權直接合作”。 2001年3月20日，庫斯杜力卡決定以誹謗罪起訴斯爾布賈諾維奇。
在2001年9月第一次開庭之前，《時代》雜誌組織了雙方之間的調解嘗試，庫斯杜力卡和斯爾布賈諾維奇在該雜誌的辦公室面對面會面。在會議上，庫斯杜力卡表示，如果斯爾布賈諾維奇公開道歉，他願意撤銷指控，但斯爾布賈諾維奇拒絕了。第二天，在第一個開庭日，斯爾布賈諾維奇再次拒絕了公開道歉的提議。 因此，法庭案件繼續進行，庫斯杜力卡的律師布蘭尼斯拉夫·塔普什科維奇（Branislav Tapušković）提供了電影資金來源的詳細信息，其中大部分是法國製作公司。2003年12月11日，市法院裁定庫斯杜力卡勝訴，命令斯爾布賈諾維奇支付損害賠償並支付訴訟費用。

## 外部連結
- 互联网电影数据库（IMDb）上《地下社會》的资料（英文）
- AllMovie上《地下社會》的资料（英文）
- 豆瓣电影上《地下社會》的資料 （简体中文）
- 爛番茄上《地下社會》的資料（英文）